# 涼茶舖

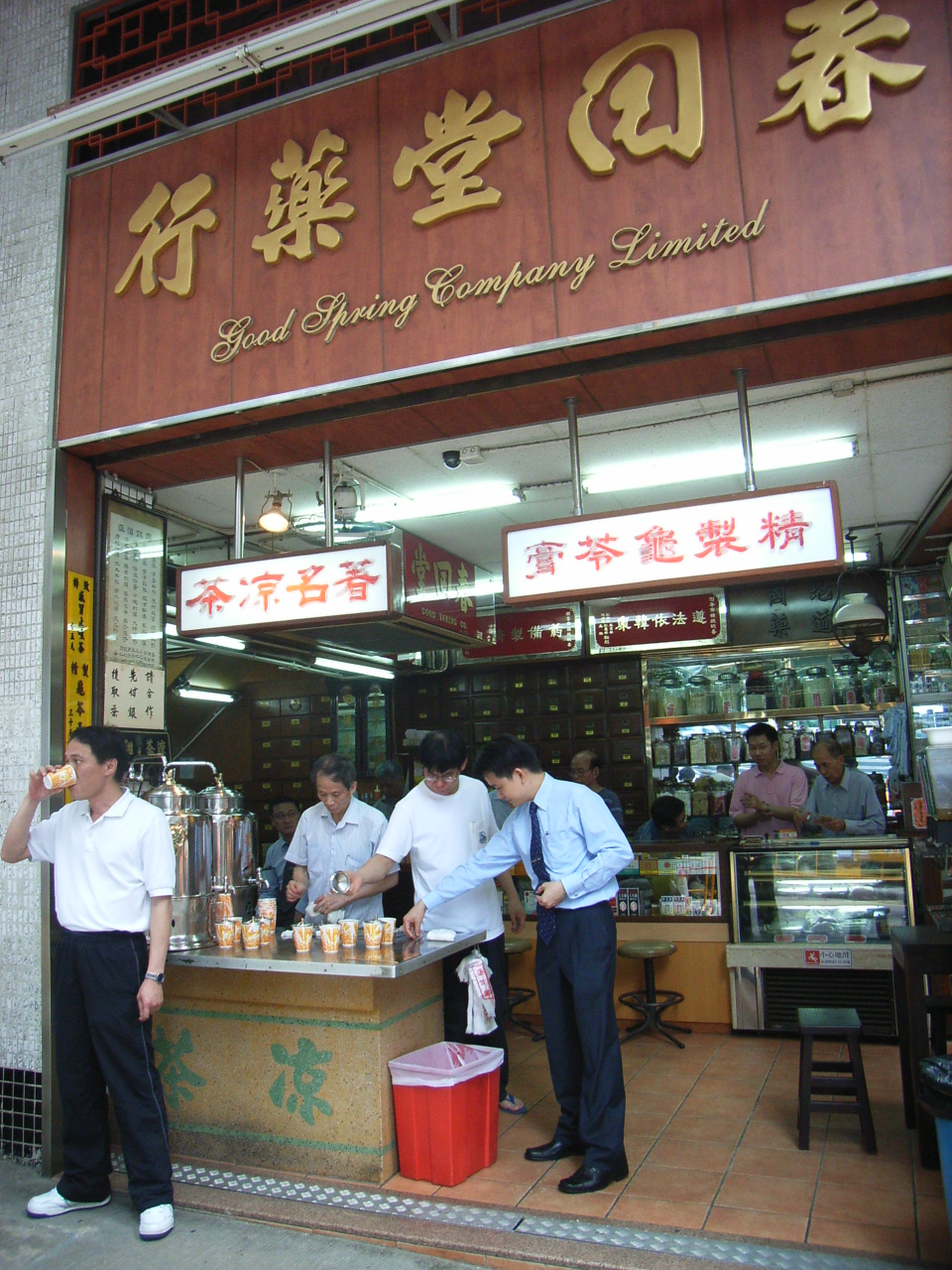
香港的涼茶店

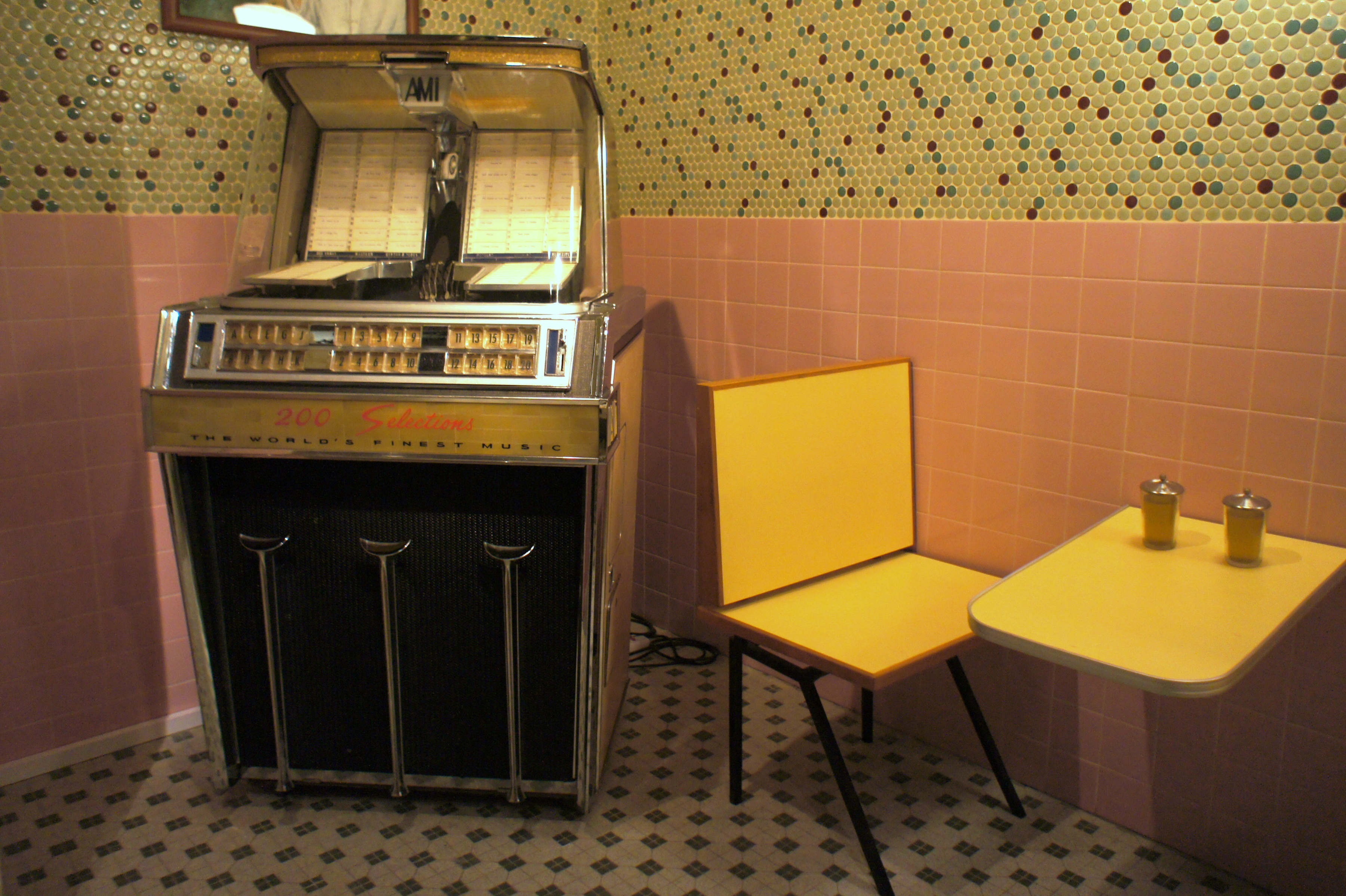
涼茶舖內的點唱機（香港歷史博物館展品）

涼茶舖，又名涼茶店，是售賣涼茶的商店，有些設有座位，亦有些是中醫館、中藥行兼賣涼茶。

## 歷史
在1960至1970年代左右的香港，涼茶店不只是喝涼茶的地方，還是休閒場所，人們會在店裡聽歌、集體看電視、約會、社交的地方。當時唱片的價格並非一般市民可以負擔，唱機也不普及，而涼茶店設有點唱機，可點播當時流行的貓王和Beatles歌曲。年青人常會投幣進點唱機點唱給朋友來憑歌寄意。當時很多人家中仍未有電視機，涼茶店也成為附近街坊集體看電視的地方，他們往往買一碗涼茶，然後一直留連至接近凌晨，即電視台收台為止。
後來電視、唱片的普及，涼茶店的主要功能也有消閒、社交回到售賣涼茶，除涼茶外還推出其他中藥保健食品如龜苓膏。後來又有些涼茶舖兼賣甜品而在中國大陸，有些是以醫療保健為主打的涼茶店，專門按照客人健康狀況為客人提供適合的涼茶。

## 涼茶舖的產品
涼茶舖以售賣涼茶為主，同時也會銷售茶葉蛋等相關食物，有部分涼茶舖會售賣湯水、糖水和豆花。現在不少涼茶舖還會出售燒賣、魚蛋等小食。

## 規管
香港的涼茶舖如果售賣只有中藥成分的湯及涼茶，並且不宣稱具有醫療用途，便不需申領中藥廠牌照。然而，出售未經處理的涼茶材料，則受中醫藥條例規管。涼茶舖售賣的涼茶飲料不可含有西藥成分，否則屬違法行為。涼茶舖如要售賣茶葉蛋、燒賣和包點等食品，也必須持有相關牌照。

## 相關
- 電影《涼茶‧馬尾‧飛機頭》(1982年)